# Bùi Đình Hạc
Bùi Đình Hạc (4 tháng 6 năm 1934 – 1 tháng 7 năm 2023) là một đạo diễn điện ảnh Việt Nam, nguyên Cục trưởng Cục Điện ảnh. Ông từng là một thành viên của Hội đồng Thẩm định Trung ương và Chủ tịch Hội đồng duyệt phim quốc gia. Ông được trao tặng giải thưởng Hồ Chí Minh đợt III (2007) và danh hiệu Nghệ sĩ nhân dân đợt 1 (1984).

## Tiểu sử
Bùi Đình Hạc sinh ngày 4 tháng 6 năm 1934 tại xã Hiền Quan, huyện Tam Nông, tỉnh Phú Thọ. Tháng 11 năm 1953, ông tìm đến Định Hóa, Thái Nguyên, địa điểm liên lạc của ngành Điện ảnh Cách mạng Việt Nam kể từ sau khi Hồ Chí Minh ký sắc lệnh thành lập Doanh nghiệp quốc gia chiếu bóng và chụp ảnh Việt Nam. Kể từ đây, ông bắt đầu sự nghiệp làm phim điện ảnh của mình.
Từ năm 1968, ông đã được được bầu làm Ủy viên Ban chấp hành Hội Liên hiệp văn học nghệ thuật Việt Nam. Ông còn từng đảm nhiệm Phó Tổng thư ký Hội Điện ảnh Việt Nam khóa 1 trong 15 năm (1969–1983). Năm 1976, ông được bổ nhiệm làm Phó Giám đốc rồi Giám đốc Hãng phim Tài liệu Khoa học Trung ương. Sau đó, ông lần lượt đảm nhiệm Phó Cục trưởng, Phó tổng giám đốc Liên hiệp điện ảnh, rồi Cục trưởng Cục Điện ảnh.
Ông qua đời vào ngày 1 tháng 7 năm 2023 tại Bệnh viện Hữu nghị sau thời gian bị tai biến mạch máu não và viêm phổi.

## Sự nghiệp điện ảnh
Ông từng tốt nghiệp trường Điện ảnh Quốc gia tại Hà Nội. Năm 1960, ông tiếp tục theo học khoa Đạo diễn phim truyện tại VGIK (Đại học Điện ảnh Quốc gia Liên Xô), và tốt nghiệp vào năm 1964. Tác phẩm đầu tay của ông là bộ phim tài liệu "Phong cảnh Hà Nội". Năm 1959, với bộ phim tài liệu Nước về Bắc Hưng Hải, ông đã giành được Huy chương vàng tại Liên hoan phim quốc tế Moskva lần thứ 1. Đây là giải thưởng quốc tế đầu tiên của Điện ảnh Việt Nam. Năm 1967, ông tham gia thực hiện bộ phim Vĩ Tuyến 17 - Chiến tranh nhân dân của đạo diễn người Pháp Joris Ivens.

### Phim về Nguyễn Văn Trỗi
Ngày 15 tháng 10 năm 1964, nhà yêu nước trẻ tuổi Nguyễn Văn Trỗi bị chính quyền Việt Nam Cộng hòa xử bắn. Đây là một trong những hình tượng tiêu biểu về người chiến sĩ cách mạng Việt Nam thời bấy giờ, đã gây xúc động cho rất nhiều người. Bộ phim tài liệu "Anh Nguyễn Văn Trỗi sống mãi" của Bùi Đình Hạc đã bắt đầu khởi quay trong bối cảnh đó. Tư liệu để quay phim lúc bấy giờ là vô cùng ít, đặc biệt là không có đoạn phim quan trọng lúc Nguyễn Văn Trỗi bị xử bắn ở pháp trường. Bùi Đình Hạc đã gửi thư đi rất nhiều người ở nhiều quốc gia, và may mắn được một nhà quay phim ngoại quốc mang đến tặng. Kết hợp đoạn phim ngắn nhưng quý giá ở pháp trường và những thước phim quay ở miền Bắc Việt Nam, bộ phim đã tạo nên được hiệu ứng vô cùng mạnh mẽ ở thời điểm bấy giờ. Bộ phim đã giành được giải bạc tại Liên hoan phim quốc tế Moskva năm 1965.
Tuy nhiên sau khi hoàn thành xong bộ phim, đạo diễn Bùi Đình Hạc vẫn cảm thấy không đủ thỏa mãn với phim tài liệu khi thể loại này bị giới hạn bởi nhiều mặt, không thể thể hiện ra nội tâm nhân vật như ông mong muốn. Vì vậy ông cùng đạo diễn Lý Thái Bảo quyết định tiếp tục bắt tay vào làm một bộ phim điện ảnh về cùng đề tài. Trong quá trình viết kịch bản, ông đã nhận được tác phẩm "Sống như anh" từ nhà báo Thái Duy (nhà văn Trần Đình Vân) ghi chép lại theo lời của chị Phan Thị Quyên, vợ mới cưới của Nguyễn Văn Trỗi. Bùi Đình Hạc và đoàn làm phim đã hoàn thiện kịch bản theo tác phẩm này. Thời điểm thực hiện bộ phim chỉ là khoảng thời gian ngắn sau cái chết của Nguyễn Văn Trỗi cùng bộ phim tài liệu trên, vì vậy nhân dân Việt Nam đã nhớ rất rõ gương mặt của Nguyễn Văn Trỗi. Đó cũng là lý do mà đoàn làm phim đã bỏ rất nhiều thời gian để tìm kiếm một diễn viên có gương mặt gần giống nhất với hình tượng gốc để vào vai nhân vật. Sau khi công chiếu vào năm 1966, bộ phim đã nhận được bằng khen tại Liên hoan phim quốc tế Moskva lần thứ 5.
Cả 2 bộ phim về Nguyễn Văn Trỗi do Bùi Đình Hạc đạo diễn đều giành được Bông sen vàng dành cho thể loại phim tương ứng tại Liên hoan phim Việt Nam lần thứ 1 diễn ra vào năm 1970.

### Phim về Hồ Chí Minh
Sau Đại hội Đảng Cộng sản Việt Nam lần thứ 4 diễn ra vào năm 1976, Bùi Đình Hạc đã làm bộ phim "Bài ca dâng Bác" dựa trên những lời ca ngợi của các đại biểu quốc tế dành cho Chủ tịch Hồ Chí Minh. Để kỷ niệm 90 năm ngày sinh của cố Chủ tịch, vào năm 1978, Bùi Đình Hạc được giao nhiệm vụ thực hiện bộ phim tài liệu "Nguyễn Ái Quốc đến với Lênin". Sau khi đến hầu hết các thư viện, bảo tàng, viện lưu trữ phim tại Liên Xô, đến thăm nhiều nhân chứng để có được những chất liệu chân thực nhất, Bùi Đình Hạc cùng đoàn làm phim đã tìm được rất nhiều tư liệu để phục vụ cho bộ phim. Tính đến thời điểm công chiếu, đây là bộ phim có nhiều tư liệu lịch sử quý giá nhất.
Năm 1980, nhân dịp kỷ niệm 90 năm ngày sinh của Bác Hồ, ông tiếp tục thực hiện bộ phim thứ hai về Hồ Chí Minh mang tên "Đường về Tổ quốc". Bộ phim không chỉ là tập hợp những tư liệu quý về Hồ Chí Minh mà còn được Vêmisêva, nữ đạo diễn phim "Tên Người là Hồ Chí Minh" đánh giá: "Đây là những sáng tạo rất mới của điện ảnh Việt Nam đối với thể loại phim tài liệu trên thế giới". Cả 2 bộ phim "Nguyễn Ái Quốc đến với Lê-nin" và "Đường về Tổ quốc" đều đã nhận được Bông sen vàng dành cho phim tài liệu tại Liên hoan phim Việt Nam năm 1980.
10 năm sau bộ phim đầu tiên về Hồ Chủ tịch, Bùi Đình Hạc bắt tay vào làm phim "Hồ Chí Minh – Chân dung một con người" và ra mắt năm 1990, kỷ niệm 100 năm ngày sinh của Bác Hồ. Bộ phim tiếp tục nhận về một Bông sen vàng cho phim tài liệu tại Liên hoan phim Việt Nam năm 1990. Đây là một trong những bộ phim điện ảnh về đề tài Hồ Chí Minh được đánh giá cao, thường được Đài Truyền hình Việt Nam phát sóng vào dịp ngày sinh hoặc ngày mất của ông. Năm 2007, bộ phim được phát hành dưới dạng VCD. Năm 2013, bộ phim được phát sóng trên truyền hình Lào nhân dịp 123 năm ngày sinh Hồ Chí Minh.

### Phim đề tài và bối cảnh chiến tranh
Năm 1970, Bùi Đình Hạc bắt đầu khởi quay bộ phim Đường về quê mẹ. Kịch bản của bộ phim do ông cùng nghệ sĩ Bành Châu cùng nhau biên soạn. Bộ phim được dựa trên sự kiện có thật về Trận Làng Vây (trong phim đổi thành "làng Vân"). Bộ phim chính thức ra mắt tại Việt Nam vào năm 1971, khi giai đoạn 2 của cuộc Chiến tranh Đông Dương đang trong thời kỳ ác liệt. Đến tháng 8 năm 1973, bộ phim được công chiếu tại Hungary. Đây là một trong những bộ phim được đánh giá cao của Bùi Đình Hạc, không chỉ giành được 2 giải thưởng tại liên hoan phim quốc tế mà còn chiến thắng 4 hạng mục dành cho phim truyện điện ảnh tại Liên hoan phim Việt Nam lần thứ 2, bao gồm Bông sen vàng.
Năm 1973, Bùi Đình Hạc tiếp tục hợp tác với nhà biên kịch Bành Châu trong bộ phim thứ hai mang tên "Hoa Thiên lý". Trong bộ phim, ông đã sử dụng những hình ảnh tư liệu về những trận bão lụt trong năm 1971. Tuy không đạt được giải thưởng cao tại các liên hoan phim, đây cũng là bộ phim được đánh giá cao về đề tài nông thôn và là phim Việt Nam có lượng người xem cao nhất năm 1973.
Năm 1998, Bùi Đình Hạc bắt đầu thực hiện bộ phim "Hà Nội 12 ngày đêm" để kỉ niệm chiến thắng Điện Biên Phủ trên không. Chi phí bộ phim mất hơn 7 tỷ đồng và được thực hiện trong 7 năm. Biên kịch cho bộ phim gồm nhà biên kịch Nguyễn Thị Hồng Ngát, nhà văn Hữu Mai và nhà văn Chu Lai. Quay chính cho bộ phim chính là đạo diễn Bùi Trung Hải, con trai của Bùi Đình Hạc. Đây là tác phẩm điện ảnh đầu tiên của Việt Nam sử dụng kĩ xảo và công nghệ hiện đại của nước ngoài. Bộ phim chính thức được công chiếu tại Việt Nam vào năm 2002 và đã được cử đi tham dự nhiều liên hoan phim quốc tế như Liên hoan phim Cairo (Cairo International Film Festival, Ai Cập), Fukuoka (Nhật Bản), New Delhi (Ấn Độ) vào năm 2003, Liên hoan phim Locarno (Thụy Sĩ), Vesoul (Vesoul International Film Festival, Pháp), Bình Nhưỡng (Pyongyang International Film Festival, Triều Tiên) vào năm 2004, Liên hoan phim Fajr (Fajr International Film Festival, Tehran, Iran) và Laguna Tenerife (Tây Ban Nha) vào năm 2005.
Năm 2009, trong tuần lễ phim kỷ niệm 90 năm thành lập trường Điện ảnh Quốc gia Liên bang Nga, với tư cách là cựu học sinh của VGIK, tác phẩm Hà Nội 12 ngày đêm của Bùi Đình Hạc đã được chọn làm 1 trong 12 bộ phim được công chiếu miễn phí.

### Vinh danh
Năm 1984, Bùi Đình Hạc được nhà nước Việt Nam phong tặng danh hiệu Nghệ sĩ nhân dân trong đợt phong thưởng danh hiệu đầu tiên. Năm 2007, ông đã được trao Giải thưởng Hồ Chí Minh về văn học nghệ thuật trong đợt trao giải thứ 3 nhờ 5 bộ phim tài liệu bao gồm Anh Nguyễn Văn Trỗi sống mãi, Hồ Chí Minh - Chân dung một con người, Nước về Bắc Hưng Hải, Nguyễn Ái Quốc đến với Lênin, Đường về Tổ Quốc và 2 phim truyện nhựa bao gồm Nguyễn Văn Trỗi, Đường về quê mẹ. Ngoài ra, ông còn nhận được Huân chương Kháng chiến hạng Nhất và Huân chương Lao động hạng Nhất.

## Tác phẩm

### Phim tài liệu
| Năm  | Tên phim                              | Đạo diễn | Biên kịch | Quay phim                              | Ghi chú | Nguồn         |
| ---- | ------------------------------------- | -------- | --------- | -------------------------------------- | ------- | ------------- |
| 1959 | Nước về Bắc Hưng Hải                  | Có       | Có        | NSND Hồng Sến, NSND Ngọc Quỳnh, Vũ Sơn |         | [ 54 ] [ 55 ] |
| 1960 | Phong cảnh Hà Nội                     | Có       | Có        | NSND Nguyễn Đăng Bảy                   |         | [ 56 ]        |
| 1964 | Anh Nguyễn Văn Trỗi sống mãi          | Có       | Không     | Trần Đức Hóa                           |         | [ 21 ]        |
| 1975 | Sài Gòn, tháng 5 năm 1975             | Có       | Có        | NSƯT Lưu Xuân Thư                      |         | [ 42 ] [ 57 ] |
| 1978 | Bài ca dâng Bác                       | Có       | Có        | NSƯT Lưu Xuân Thư                      |         | [ 58 ]        |
| 1979 | Nguyễn Ái Quốc đến với Lênin          | Có       | Không     | NSƯT Đỗ Duy Hùng                       |         | [ 59 ]        |
| 1980 | Đường về Tổ quốc                      | Có       | Không     | NSƯT Đỗ Duy Hùng                       |         | [ 60 ]        |
| 1990 | Hồ Chí Minh - Chân dung một con người | Có       | Không     | NSƯT Đỗ Duy Hùng                       | [ a ]   | [ 61 ]        |

### Phim truyện
| Năm  | Tên phim           | Đạo diễn | Biên kịch | Quay phim                                | Ghi chú | Nguồn         |
| ---- | ------------------ | -------- | --------- | ---------------------------------------- | ------- | ------------- |
| 1966 | Nguyễn Văn Trỗi    | Có       | Không     | NSƯT Lưu Xuân Thư, NSƯT Nguyễn Xuân Chân | [ b ]   | [ 62 ]        |
| 1971 | Đường về quê mẹ    | Có       | Có        | NSƯT Lưu Xuân Thư                        | [ c ]   | [ 35 ]        |
| 1973 | Hoa Thiên lý       | Có       | Không     | NSƯT Lưu Xuân Thư                        |         | [ 65 ] [ 66 ] |
| 2002 | Hà Nội 12 ngày đêm | Có       | Không     | NSƯT Bùi Trung Hải                       |         | [ 67 ]        |

## Giải thưởng và đề cử
| Năm  | Lễ trao giải                                    | Hạng mục                                             | Tác phẩm                              | Kết quả         | Nguồn         |
| ---- | ----------------------------------------------- | ---------------------------------------------------- | ------------------------------------- | --------------- | ------------- |
| 1959 | Liên hoan phim quốc tế Moskva                   | Phim tài liệu                                        | Nước về Bắc Hưng Hải                  | Huy chương vàng | [ 68 ] [ 69 ] |
| 1965 | Liên hoan phim quốc tế Moskva                   | Phim tài liệu                                        | Anh Nguyễn Văn Trỗi sống mãi          | Huy chương bạc  | [ 70 ] [ 71 ] |
| 1967 | Liên hoan phim quốc tế Moskva                   | Giải thưởng Hội nhà báo                              | Nguyễn Văn Trỗi                       | Bằng khen       | [ 72 ]        |
| 1967 | Liên hoan phim quốc tế Moskva                   | Grand Prix                                           | Nguyễn Văn Trỗi                       | Đề cử           | [ 73 ]        |
| 1970 | Liên hoan phim Việt Nam lần thứ 1               | Phim tài liệu xuất sắc                               | Anh Nguyễn Văn Trỗi sống mãi          | Bông sen vàng   | [ 74 ]        |
| 1970 | Liên hoan phim Việt Nam lần thứ 1               | Phim điện ảnh xuất sắc                               | Nguyễn Văn Trỗi                       | Bông sen vàng   | [ 75 ]        |
| 1972 | Liên hoan phim quốc tế Karlovy Vary (Tiệp Khắc) | Giải thưởng Ban giám khảo (khu vực Á–Phi, Mỹ Latinh) | Đường về quê mẹ                       | Giải Nhất       | [ 63 ] [ 76 ] |
| 1973 | Liên hoan phim quốc tế New Delhi (Ấn Độ)        | Phim hay nhất                                        | Đường về quê mẹ                       | Đoạt giải       | [ 70 ] [ 64 ] |
| 1973 | Liên hoan phim Việt Nam lần thứ 2               | Phim điện ảnh xuất sắc                               | Đường về quê mẹ                       | Bông sen vàng   | [ 63 ]        |
| 1973 | Liên hoan phim Việt Nam lần thứ 2               | Đạo diễn xuất sắc                                    | Đường về quê mẹ                       | Đoạt giải       | [ 77 ]        |
| 1973 | Liên hoan phim Việt Nam lần thứ 2               | Biên kịch xuất sắc                                   | Đường về quê mẹ                       | Đoạt giải       | [ 77 ]        |
| 1973 | Liên hoan phim Việt Nam lần thứ 2               | Phim tài liệu xuất sắc                               | Nước về Bắc Hưng Hải                  | Bông sen vàng   | [ 78 ]        |
| 1980 | Liên hoan phim Việt Nam lần thứ 5               | Phim tài liệu xuất sắc                               | Nguyễn Ái Quốc đến với Lê-nin         | Bông sen vàng   | [ 58 ]        |
| 1980 | Liên hoan phim Việt Nam lần thứ 5               | Phim tài liệu xuất sắc                               | Đường về Tổ quốc                      | Bông sen vàng   | [ 79 ]        |
| 1990 | Liên hoan phim Việt Nam lần thứ 9               | Phim tài liệu xuất sắc                               | Hồ Chí Minh - Chân dung một con người | Bông sen vàng   | [ 80 ]        |
| 1990 | Liên hoan phim truyền hình toàn quốc            |                                                      | Hồ Chí Minh - Chân dung một con người | Huy chương vàng | [ 80 ]        |
| 1990 | Kỷ niệm 100 năm ngày sinh Chủ tịch Hồ Chí Minh  | Phim hay nhất                                        | Hồ Chí Minh - Chân dung một con người | Đoạt giải       | [ 80 ]        |
| 2004 | Liên hoan phim Việt Nam lần thứ 14              | Phim điện ảnh xuất sắc                               | Hà Nội 12 ngày đêm                    | Bông sen bạc    | [ 81 ] [ 82 ] |
| 2004 | Liên hoan phim quốc tế Fajr                     | Phim hay nhất (châu Á)                               | Hà Nội 12 ngày đêm                    | Đề cử           |               |
| 2005 | Liên hoan phim quốc tế Vesoul                   | Golden Wheel                                         | Hà Nội 12 ngày đêm                    | Đề cử           | [ 83 ]        |

## Đời tư
Vợ Bùi Đình Hạc là biên đạo múa Nguyễn Thị Hiển, người gốc Vinh. Bà là một Phó Giáo sư, Tiến sĩ và được nhà nước phong tặng danh hiệu Nghệ sĩ nhân dân ở lĩnh vực múa vào năm 1997 trong đợt phong thưởng danh hiệu thứ 4. Bà nhận được Giải thưởng Nhà nước năm 2001 và Giải thưởng Hồ Chí Minh năm 2023. Con trai ông bà là đạo diễn Bùi Trung Hải, anh được nhà nước phong tặng danh hiệu Nghệ sĩ ưu tú năm 2012.